# Arena 2004
Arena 2004 är det fjärde studioalbumet från den belgiska sångerskan Belle Perez. Albumet gavs ut år 2004 och innehåller 17 låtar. Av låtarna är de första tolv liveversioner och de fem sista studioversioner. Albumet debuterade på plats 40 på den belgiska albumlistan den 20 november 2004 och nådde som högst plats 9 den tredje veckan, den 4 december. Det låg på topp-100-listan i totalt 24 veckor.

## Låtlista
1. Light of My Life – 5:57
2. Loca de amor – 5:08
3. Never Ever – 3:23
4. Mamacita – 4:11
5. Hello World Medley – 6:39
6. Feelings – 4:12
7. Cuba Medley – 3:20
8. Caramba Carambita – 2:56
9. Alegria – 4:59
10. Real Love – 6:58
11. Enamorada – 3:58
12. A mi manera (My Way) – 3:26
13. Baila este ritmo – 3:24
14. Loca de amor (Radio Edit) – 3:46
15. Light of My Life (Radio Edit) – 3:57
16. El ritmo caliente (Radio Edit) – 3:36
17. Sobrevivre (Piano Version) – 5:03

## Listplaceringar
| Lista (2004-2005) | Topplacering |
| ----------------- | ------------ |
| Belgien           | 9            |